# Bupalus nivalis
Bupalus nivalis är en fjärilsart som beskrevs av Dzuirz 1912. Bupalus nivalis ingår i släktet Bupalus och familjen mätare. Inga underarter finns listade i Catalogue of Life.